# Santa María del Oro (Jalisco)
Santa María del Oro es una localidad del estado mexicano de Jalisco. Es la cabecera del municipio de Santa María del Oro.

## Toponimia
El nombre «Santa María» hace referencia a la santa patrona de la localidad: María de Nazaret. De 1939 a 1997 la localidad se llamó «Manuel M. Diéguez», en honor al revolucionario Manuel M. Diéguez.

## Demografía
| Gráfica de evolución demográfica |
|                                  |

| Censo | Población |
| ----- | --------- |
| 1900  | 420       |
| 1910  | 433       |
| 1921  | 454       |
| 1930  | 442       |
| 1940  | 585       |
| 1950  | 811       |
| 1960  | 916       |
| 1970  | 1 329     |
| 1980  | 803       |
| 1990  | 662       |
| 2000  | 667       |
| 2010  | 697       |
| 2020  | 666       |